# 霧虹
參數所指定的目標頁面不存在，建議更正成存在頁面或直接建立下列一個頁面（建立前請先搜尋是否有合適的存在頁面可以取代）：
- 霧虹 (樂隊)

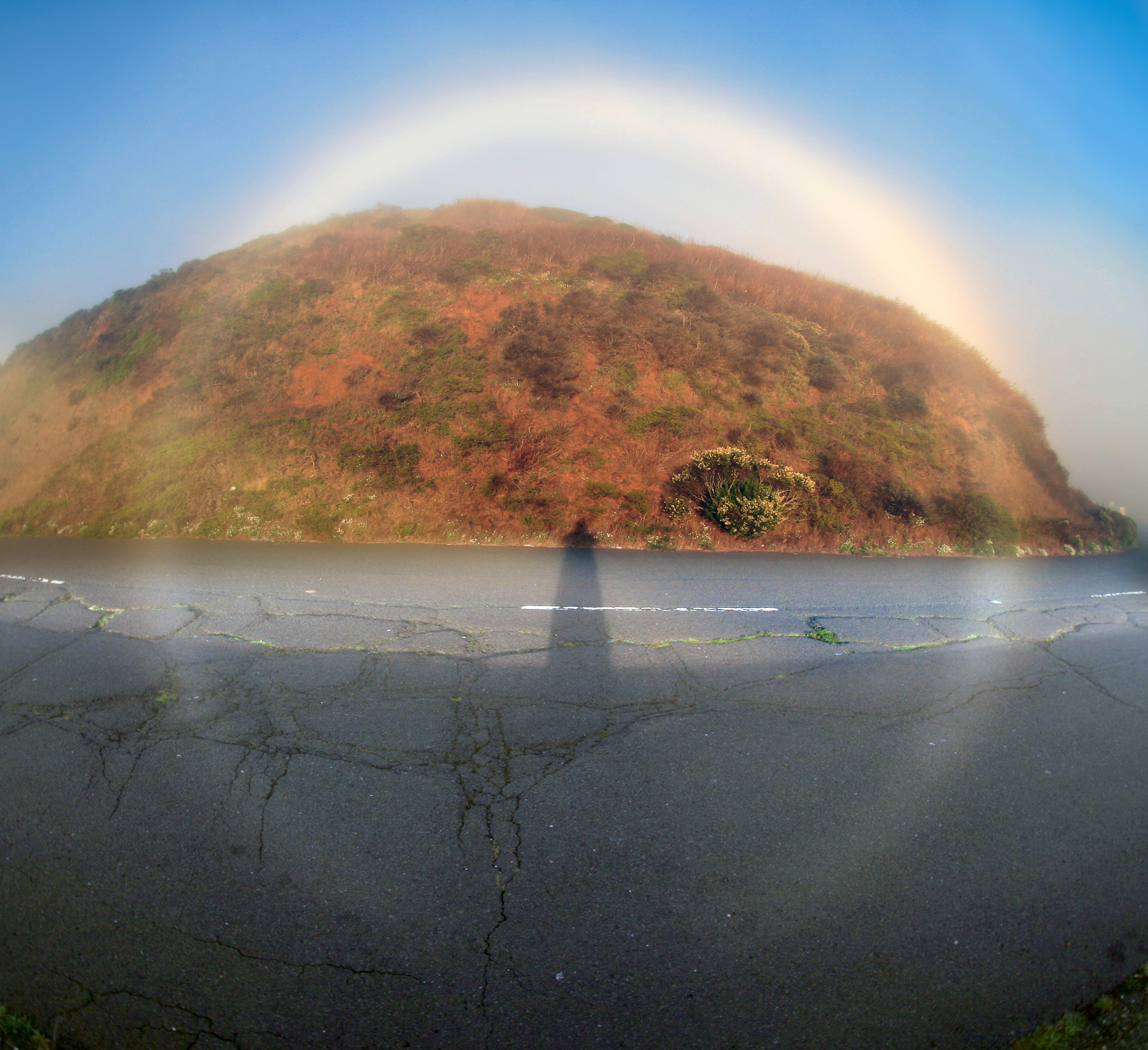
306度的霧虹

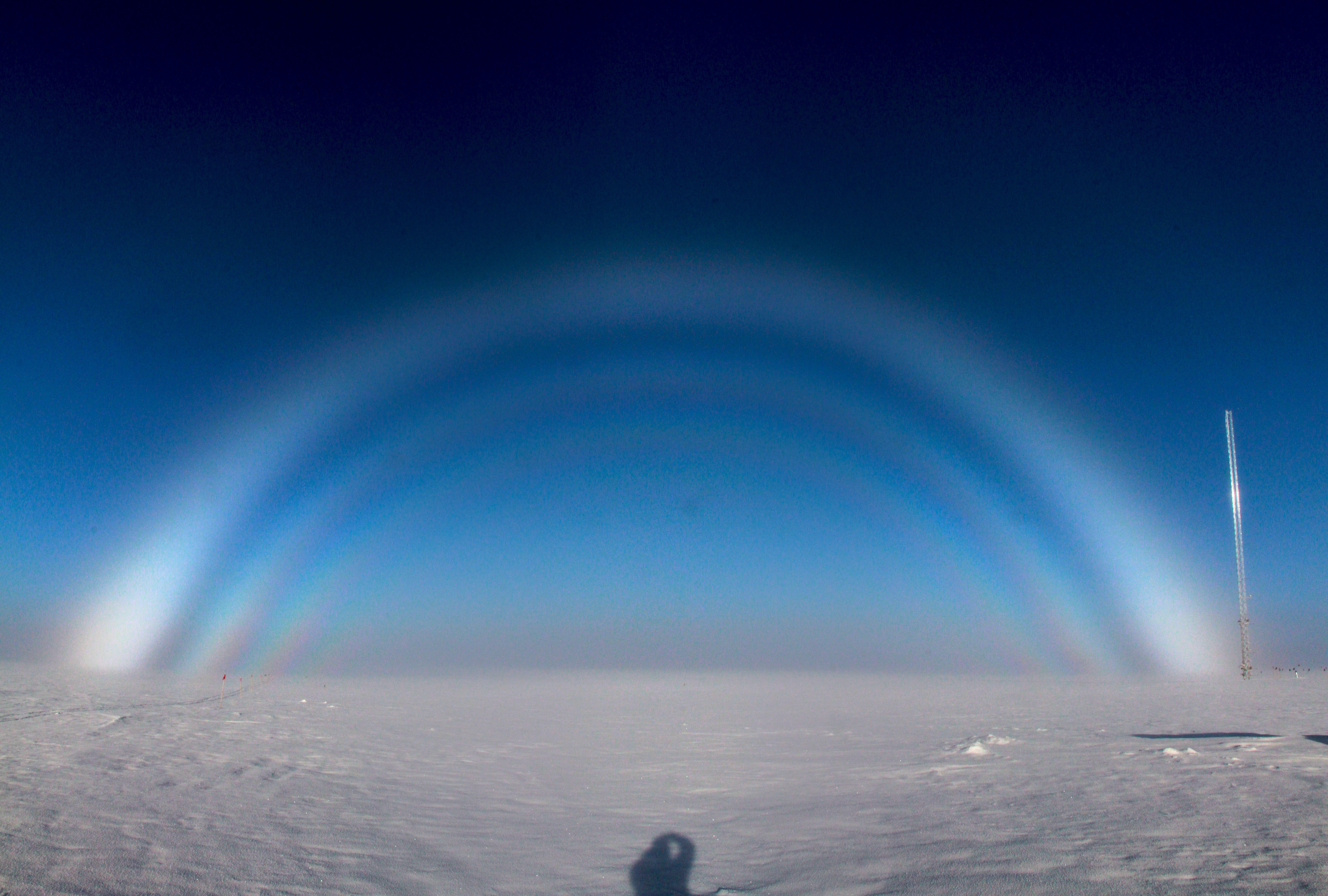
格陵蘭峰頂站研究基地上空出現的複霧虹

雾虹是一種類似於彩虹的天氣現象，太阳光经由水分子反射和折射后形成。雾虹没有颜色，显示为白色，因此有时被称为「白虹」、“白色的彩虹”。
雾虹与光环也不相同，光环是由于折射形成多重暗淡的彩色环，雾虹完全是白色。
雾虹没有颜色的原因是水滴非常小（小于0.05毫米），以至于光的衍射效应变得很重要，盖住了颜色。彩虹的水滴相对较大，就像反射太阳的小棱镜，因此会产生颜色。

## 观测方向
雾虹和彩虹的观测方向一致。太阳需在观测者头部后方，并且太阳需贴近或低于地平面。同时在观测方向，即远离太阳方向，需形成雾。